# Na loučkách II
Na loučkách II je přírodní památka u města Výsluní v okrese Chomutov. Přírodní památka o rozloze 684,26 ha se rozprostírá na katastrálních územích Přísečnice, Rusová, Sobětice u Výsluní, Třebíška, Volyně u Výsluní a Výsluní.

## Historie
Lesy ve vrcholových partiích Krušných hor od středověku sloužily jako zdroj energie v domácnostech, ale zejména v hutích a dalších průmyslových provozech. Část jich byla vykácena v místech těžby rašeliny. Při obnově porostů byly vybírány rychle rostoucí užitné druhy, takže na začátku dvacátého století ve vyšších polohách převládaly smrkové porosty.
Chráněné území vyhlásil Krajský úřad Ústeckého kraje v kategorii přírodní památka s účinností od 28. prosince 2013.

## Přírodní poměry
Přírodní památka s rozlohou 662,33 hektarů leží v nadmořské výšce 738–850 metrů ve správních územích obcí Výsluní (katastrální území Sobětice u Výsluní, Třebíška, Volyně u Výsluní a Výsluní) a Kryštofovy Hamry (katastrální území Přísečnice a Rusová). Území se překrývá s evropsky významnou lokalitou Na loučkách a ptačí oblastí Novodomské rašeliniště – Kovářská. Je rozděleno do dvou částí, oddělených v západní části na úbočí vrchu Výšina mimo jiné tělesem železniční trati Chomutov–Vejprty. Větší východní část obklopuje dvě oblasti vyňaté z ochrany. První se nachází severozápadně od Výsluní na loukách mezi Novým rybníkem a Rybníčkem u Nových Domků. Druhá leží severně od města v údolí Prunéřovského potoka v okolí domu čp. 12. Na severu přírodní památka sousedí s menší přírodní rezervací Na loučkách.

### Flóra
Na lokalitě rostou například koprník štětinolistý (Meum athamanticum), klikva bahenní (Oxycoccus palustris), zdrojovka potoční (Montia hallii), prha arnika (Arnica montana) nebo mochna bahenní (Potentilla palustris). Vzácně se také vyskytuje prstnatec Fuchsův (Dactylorhiza fuchsii), prstnatec májový (Dactylorhiza majalis), plavuník zploštělý (Diphasiastrum complanatum) nebo kosatec sibiřský (Iris sibirica) aj. 

### Fauna
Z živočichů zde hnízdí sýc rousný (Aegolius funereus), kulíšek nejmenší (Glaucidium passerinum) a tetřívek obecný (Lyrurus tetrix). Početné jsou populace obojživelníků a plazů. V určitých místech byly nalezeny vzácné druhy bezobratlých jako včela Nomada similis nebo pískorypka Andrena intermedia.

## Předmět ochrany
Předmětem ochrany jsou biotopy sekundárních horských a podhorských vřesovišť, luk a rašelinišť s výskytem vzácného tetřívka obecného a žluny šedé (Picus canus). Cílem ochrany je zachování biotopů, obnovení přirozeného vodního režimu a ponechání rašelinišť přirozenému vývoji.